# Monti ANARE
I monti ANARE sono un vasto gruppo montuoso costituito da diverse catene montuose situato sulla costa di Pennell, nella Terra Vittoria, il cui punto più alto è la cima del picco Drabek, a 2090 m s.l.m..
In particolare, i monti ANARE si snodano in direzione nord-ovest/sud-est per una lunghezza di circa 165 km e sono delimitati a nord e a est dall'oceano Pacifico, a ovest dal ghiacciaio Lillie, che li separa dai monti Bowers, e a sud dai ghiacciai Robertson, Ebbe e Dennistoun. I monti ANARE sono attraversati da diversi vasti ghiacciai, come lo Sykow e il George nella parte occidentale, il Kirkby e il McMahon nella parte centrale, e il Barnett nella parte orientale.

## Storia
I monti ANARE sono stati avvistati per la prima volta nel 1841 dal capitano James Clark Ross e sono stati fotografati per la prima volta durante ricognizioni aeree effettuate nel corso dell'Operazione Highjump nel periodo 1946-47. I monti sono quindi stati interamente mappati dallo United States Geological Survey grazie a fotografie scattate durante diverse ricognizioni aeree nel 1962-63. Sono infine stati così battezzati dal reparto settentrionale della Spedizione neozelandese di ricognizione geologica in Antartide, 1957-58, in onore della spedizione antartica guidata nel 1962 da Phillip Law e facente parte delle Spedizioni di ricerca antartica australiane ("Australian National Antarctic Research Expedition", da cui l'acronimo in lingua inglese "ANARE") che effettuò un lungo lavoro di ricognizione lungo la parte costiera delle montagne.

## Mappe
Di seguito una serie di mappe in scala 1:250.000 realizzate dallo USGS in cui è possibile vedere i monti ANARE in tutta la loro estensione:

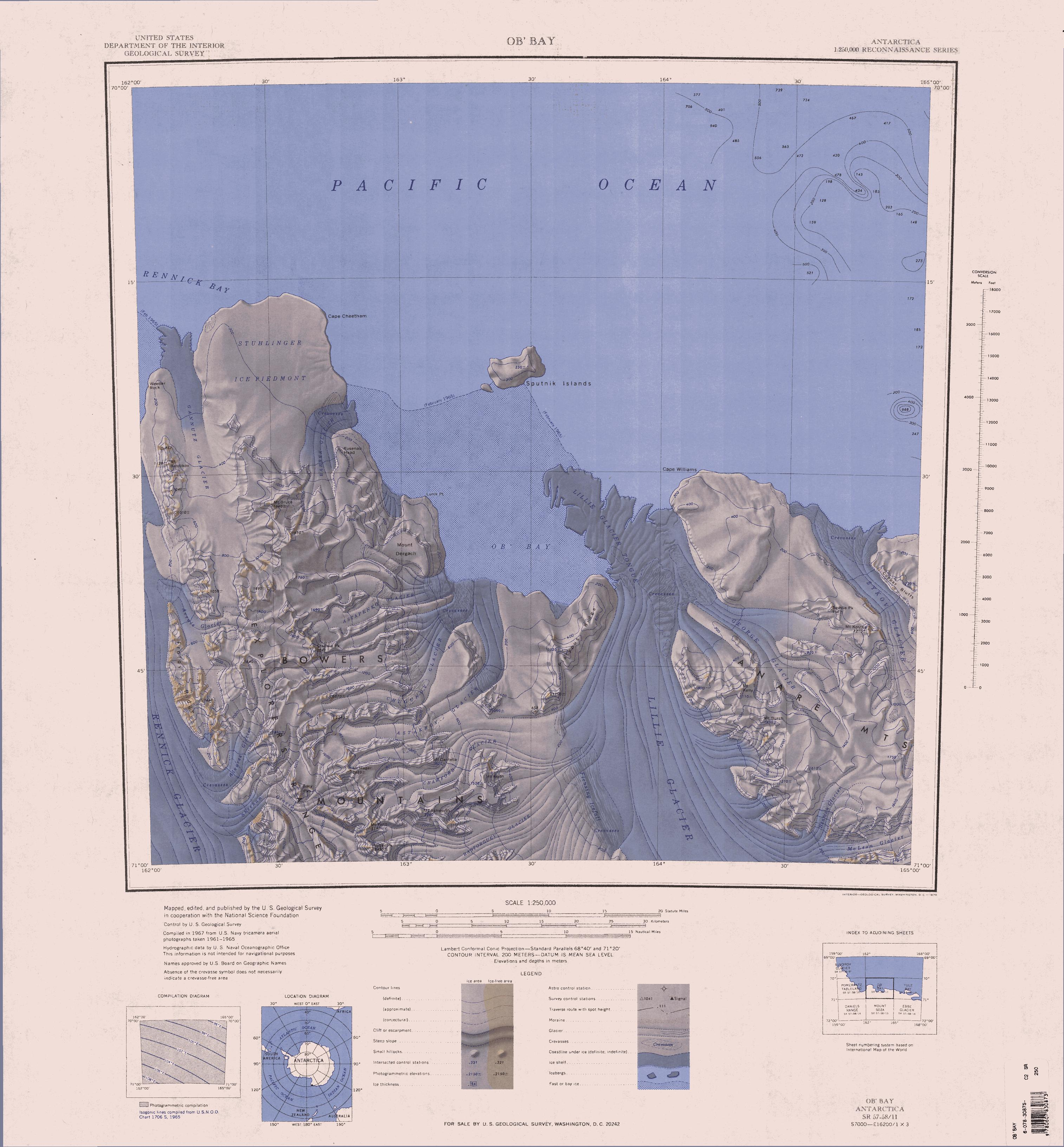
La parte occidentale della gruppo montuoso.
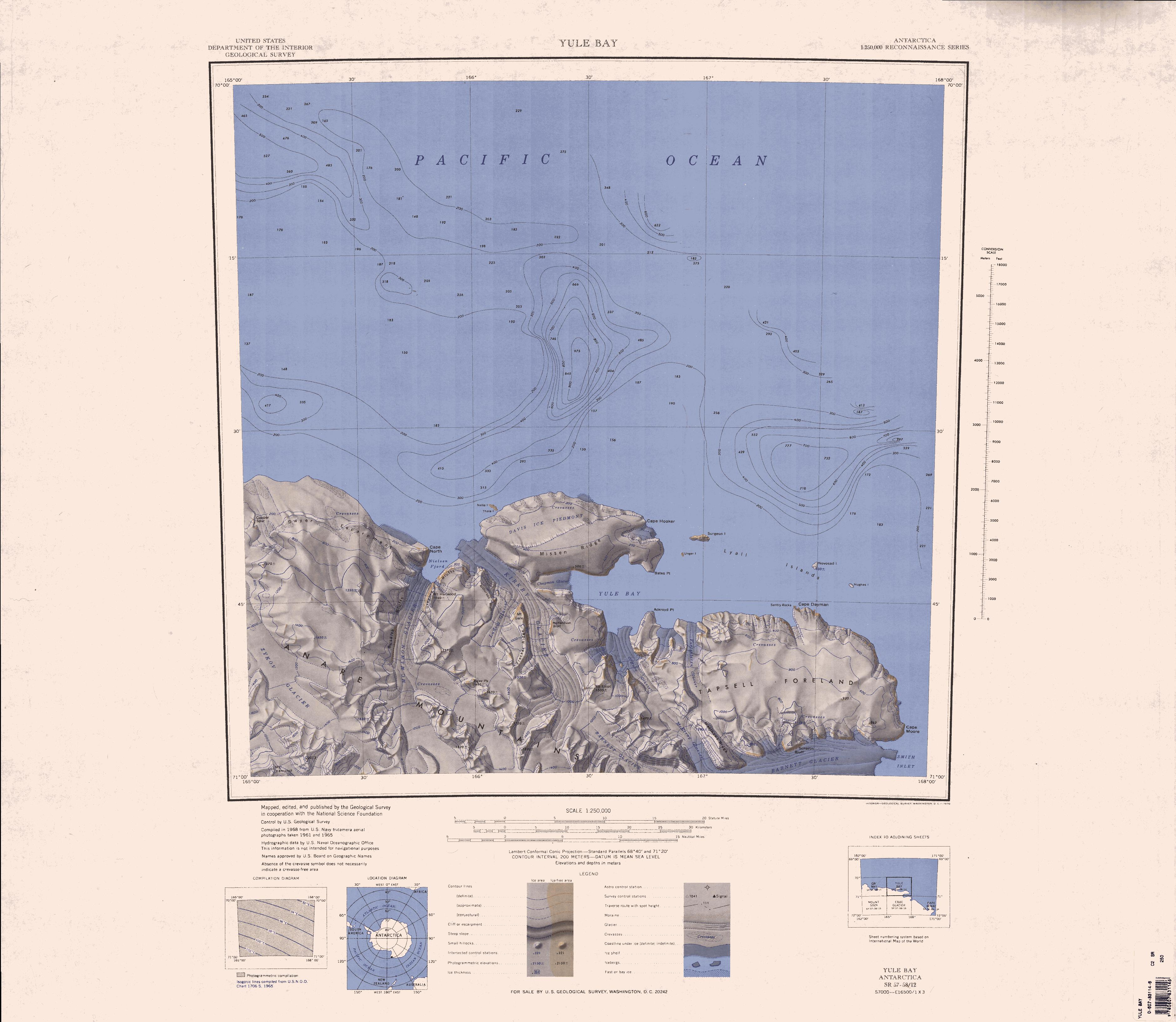
La parte centrale del gruppo montuoso.
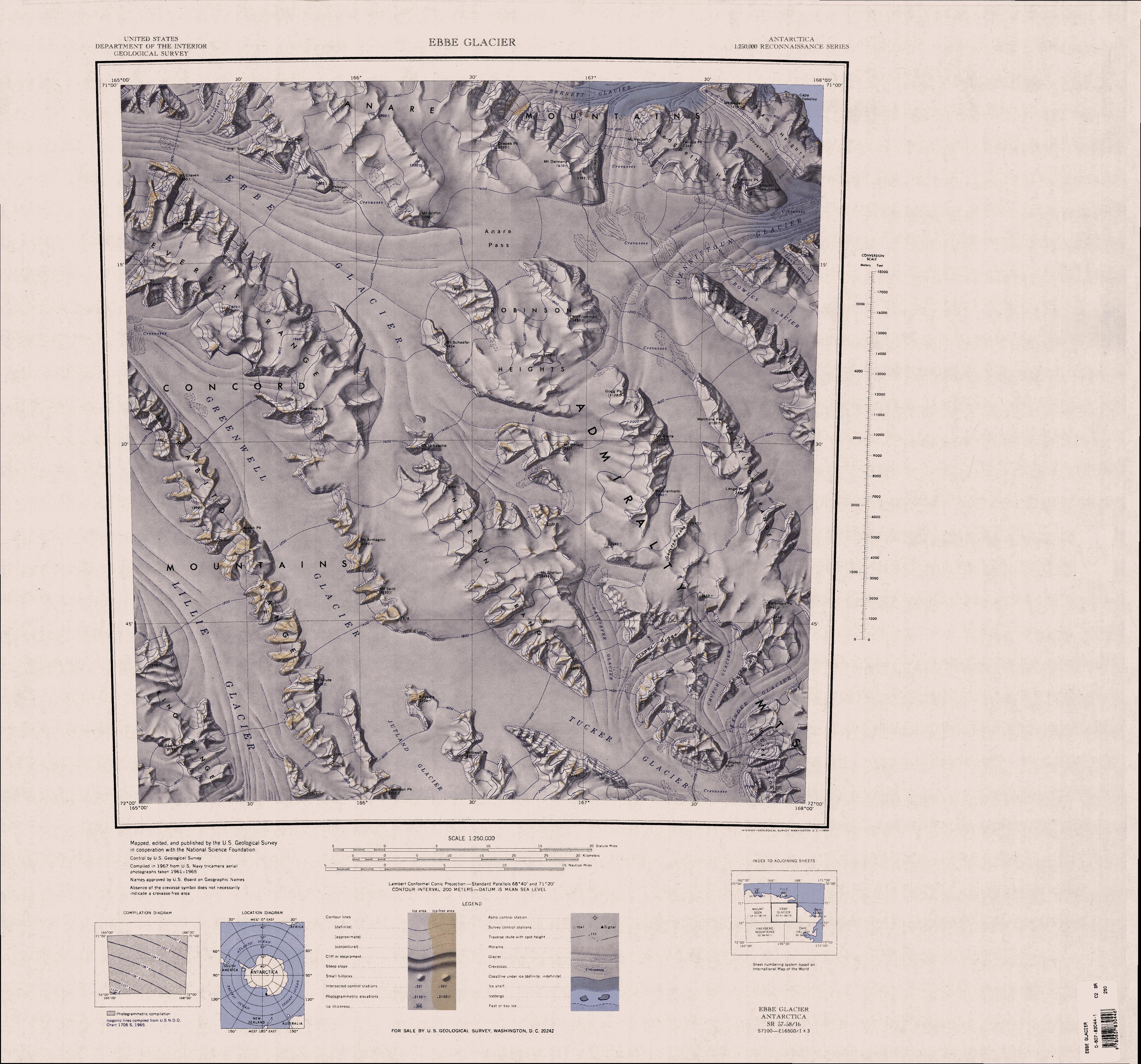
In alto, la parte sud-orientale del gruppo montuoso.